# Fiumi delle coste temperate
I fiumi delle coste temperate sono quelli che scorrono nelle zone costiere delle zone temperate del pianeta. Secondo la lista Global 200, che propone una classificazione di tutti i biomi del pianeta, l'insieme dei "fiumi delle coste temperate" è uno dei dodici biomi d'acqua dolce. 
Secondo la lista Global 200, questo bioma comprende i bacini fluviali, ma anche le lagune, i laghi costieri e le altre zone umide costiere delle zone temperate. 
Non comprende invece, anche se ricadono in zone temperate, i bacini fluviali che interessano grandi aree alluvionali (che costituiscono un bioma a parte) e l'alto corso dei fiumi di una certa lunghezza (altro bioma distinto).

## Le ecoregioni del bioma "Fiumi delle coste temperate" nel mondo
Come tutti gli altri biomi definiti dalla lista Global 200, anche quello dei fiumi delle coste temperate comprende diverse ecoregioni d'acqua dolce, elencate di seguito.
In Europa
- "Bacini di Irlanda, Scozia, Galles, Fær Øer" (Irlanda, Regno Unito, Danimarca)[2].
- "Bacini della Cordigliera Cantabrica e della Linguadoca" (Francia, Spagna). Questa ecoregione comprende tutto il versante atlantico spagnolo e tutti i bacini della Francia meridionale (non solo la regione storica della Linguadoca, quindi, ma tutte le attuali regioni Occitania, Nuova Aquitania, Provenza-Alpi-Costa Azzurra; include di conseguenza anche il corso inferiore del Rodano[3].
- "Versante baltico sud-orientale" (Bielorussia, Estonia, Lettonia, Lituania)[4].
- "Bacini della Penisola Iberica occidentale" (Spagna, Portogallo)[5].
- "Versante adriatico italiano centrale e settentrionale" (Italia, San Marino, Slovenia, Svizzera). Comprende i fiumi che sfociano nel mare Adriatico centrale e settentrionale, da San Benedetto del Tronto a Trieste; l'ecoregione interessa il bacino del Po, compresi i laghi prealpini del Garda, di Como, Iseo, Maggiore, di Lugano e d'Orta. Altri fiumi nell'ecoregione sono l'Adige (250 km), il Piave (220 km), il Tagliamento (178 km), il Brenta (174 km) e l'Isonzo (140 km), che drenano le Alpi, e il Reno (212 km) e il Metauro (110 km) che drenano gli Appennini[6].
- "Versanti ligure, tirrenico, ionico italiano, adriatico italiano meridionale, bacini della Sicilia, della Sardegna e della Corsica" (Italia, Francia, Malta, Monaco)[7].
- "Versante adriatico istriano e dalmata" (Slovenia, Croazia, Bosnia ed Erzegovina, Montenegro, Serbia)[8].
- "Versante adriatico sud-orientale" (Albania, Bosnia ed Erzegovina, Grecia, Macedonia del Nord, Montenegro)[9].
- "Versante ionico orientale" (Grecia)[10].
- "Fiume Vardar" (Bosnia ed Erzegovina, Grecia, Macedonia del Nord)[11].
- "Versante egeo centro-occidentale" (Grecia)[12]
- "Bacini della Crimea" (de iure: Ucraina, de facto: Russia)[13].

Tra Asia ed Europa
- "Versante egeo settentrionale e del Mar di Marmara". Territori europei: Grecia, Bulgaria, Bosnia ed Erzegovina, Macedonia del Nord; Territori asiatici: Turchia[14].
- "Versante egeo orientale". Territori europei: Grecia; territori asiatici: Turchia[15].

In Asia
- "Fiume Kuban'" (Russia)[16].
- "Bacini dell'Anatolia settentrionale" (Turchia)[17].
- "Bacini dell'Anatolia meridionale e di Cipro" (Turchia, Cipro[18].
- "Bacini della Transcaucasia occidentale" (Georgia, Russia, Turchia)[19].
- "Fiume Oronte" (Libano, Siria, Turchia)[20].
- "Versante settentrionale dello stretto di Hormuz" (Iran)[21].
- "Bacini dell'altopiano della Coriachia e della Kamčatka settentrionale" (Russia)[22].
- "Bacini della Kamčatka meridionale e delle Isole Curili settentrionali" (Russia)[23].
- "Versante settentrionale del Mare di Ochotsk" (Russia)[24].
- "Tratto costiero del Fiume Amur" (Russia)[25].
- "Versante del Mar Giallo orientale" (Cina, Corea del Nord, Corea del Sud)[26].
- "Bacini della penisola coreana sud-orientale" (Giappone, Corea del Sud[27].
- "Bacini dell'Hamgyŏng Meridionale, dell'Hamgyŏng Settentrionale e dei Monti Taebaek" (Cina, Corea del Nord)[28].
- "Bacini dell'isola di Sachalin, dei monti Sichotė-Alin' e dell'isola di Hokkaidō" (Cina, Giappone, Russia). L'ecoregione non comprende tutta l'isola di Sachalin, escludendone la zona dello stretto di Amur e la costa meridionale della baia di Sachalin.[29].
- "Bacini delle isole di Honshū, Shikoku e Kyūshū" (Giappone)[30].

In Africa
- "Bacini africani del Mediterraneo occidentale" (Algeria, Marocco, enclavi spagnole di Ceuta e Melilla, Tunisia)[31].
- Versante atlantico dell'Africa nord-occidentale[32].
- Bacini della Provincia del Capo Occidentale (Sudafrica)[33]

In America
- "Versante pacifico dell'Alaska e del Canada" (Stati Uniti d'America, Canada)[34].
- "Versante della baia di Hudson meridionale" (Canada)[35].
- "Versante della baia di Hudson orientale" - bacini della penisola di Ungava (Canada)[35].
- "Versante del golfo di San Lorenzo" (Canada)[36].
- "Bacini delle isole atlantiche canadesi" (Canada, Saint Pierre e Miquelon)[37]. Questa ecoregione comprende l'isola di Terranova, l'isola del Principe Edoardo, l'Isola di Anticosti, le isole della Maddalena e l'isola di Saint Pierre e Miquelon.
- "Fiume San Lorenzo" (Stati Uniti d'America, Canada)[38].
- "Versante atlantico degli Stati Uniti nord-orientali e del Canada sud-orientale" (Stati Uniti d'America, Canada)[39].
- "Bacini della Nuova Scozia" (Canada)[40].
- "Bacini costieri dell'Oregon e della California settentrionale" (Stati Uniti d'America)[41].
- "Fiume Sacramento e fiume San Joaquin" (Stati Uniti d'America)[42]
- "Bacini del golfo del Texas orientale" (Stati Uniti d'America)[43].
- "Fiume Sabine e Baia di Galveston" (Stati Uniti d'America)[44].
- "Versante del golfo della Florida occidentale" (Stati Uniti d'America)[45].
- "Versante atlantico degli Appalachi" (Stati Uniti d'America)[46].
- "Versante della baia di Chesapeake"[47].
- "Laguna dos Patos" (Brasile, Uruguay)[48].
- "Versante pacifico delle Ande meridionali" (Argentina, Cile)[49].
- "Bacini bonaerensi" (Argentina)[50].
- "Bacini della Patagonia" (Cile, Argentina, Isole Malvinas)[51].
- "Bacini dei laghi della Valdivia" (Cile)[52].

In Oceania
- "Bacini dell'Australia sud-occidentale" (Australia)[53].
- "Bacini dell'Australia costiera orientale" (Australia)[54].
- "Versanti dello stretto di Bass" (Australia). Comprende sia il versante australiano, sia quello della Tasmania settentrionale[55].
- "Bacini della Tasmania meridionale" (Australia)[56].
- "Bacini della Nuova Zelanda". Comprende le acque dolci di tutte le isole che formano lo stato neozelandese: oltre alle due isole principali Isola del Nord e Isola del Sud, anche l'isola Waiheke, l'Isola della Grande Barriera l'isola Stewart (Rakiura) e l'arcipelago delle isole Chatham (Wharekauri)[57].